# Edward Bellamy

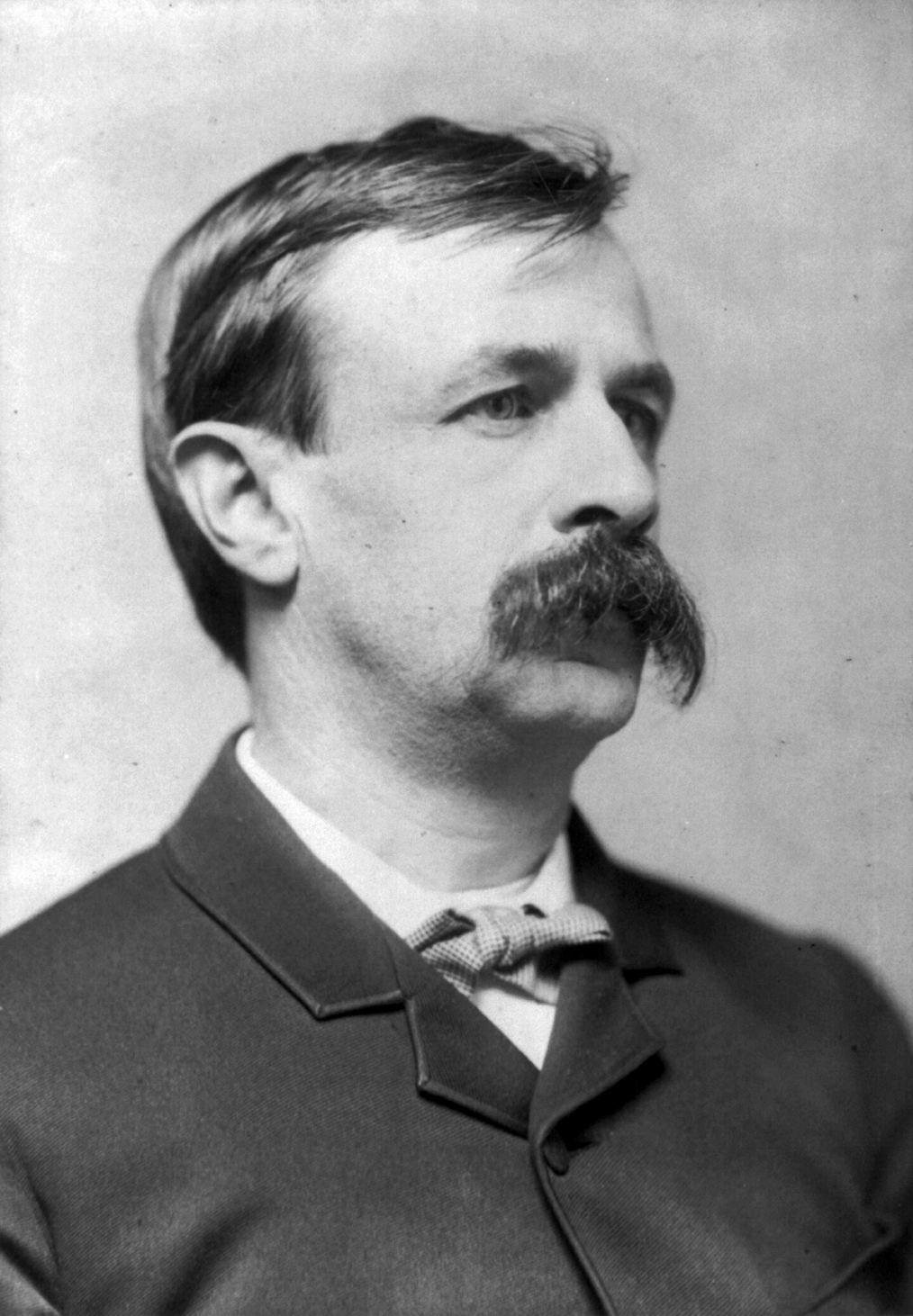
Edward Bellamy (1889)

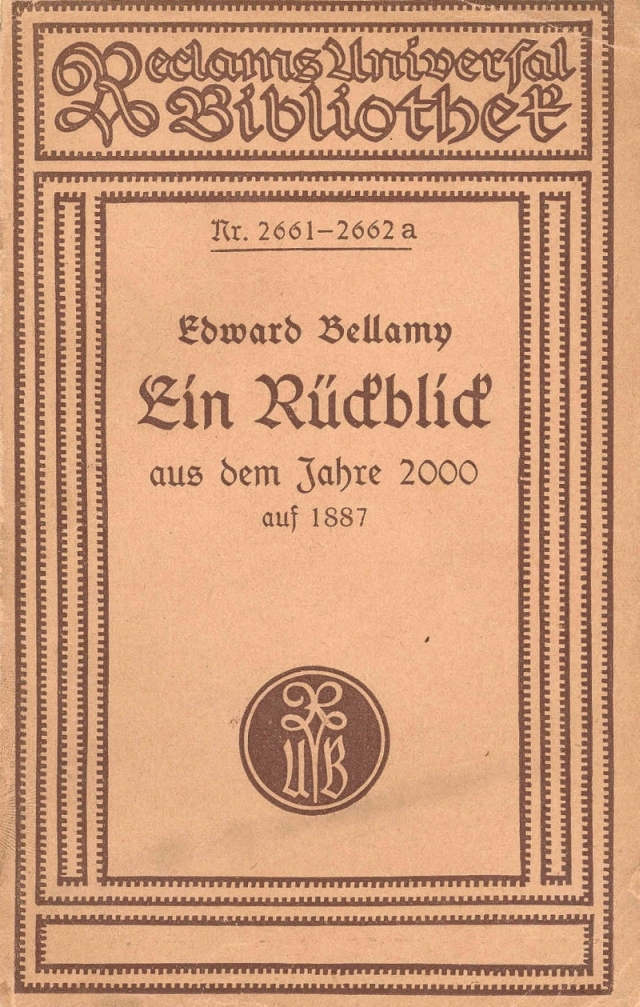
Reclam-Ausgabe von 1919

Edward Bellamy (* 26. März 1850 in Chicopee, Massachusetts; † 22. Mai 1898 ebenda) war ein amerikanischer Science-Fiction-Autor und Journalist. Sein bekanntestes Werk ist der utopische Roman Ein Rückblick aus dem Jahre 2000 auf das Jahr 1887.

## Leben
Bellamy verbrachte fast sein ganzes Leben in seinem Geburtsort. Als Sohn eines baptistischen Pfarrers und einer calvinistischen Mutter erlebte er die Grausamkeit der Kinderarbeit und wurde geprägt von der beobachteten Unmenschlichkeit reicher Mühlenbesitzer. Schon früh, mit 10 Jahren, begann er Essays über sozialistische Reformen zu schreiben.
Von seinen Eltern zum Priesteramt gedrängt, entschloss er sich dennoch Jura zu studieren. Von 1868 bis 1871 studierte er Jura und absolvierte einen einjährigen Deutschlandaufenthalt. 1871 erhielt er seine Gerichtszulassung, arbeitete seit diesem Jahr als Journalist und Herausgeber. Zuerst war er Mitherausgeber des Springfield Union, später Redakteur der Evening Post, New York. 1880 gründete er mit seinem Bruder die Springfield Daily News. 1882 heiratete er Emma Sanderson. Bereits 1885 widmete er sich nur noch dem Schreiben.
Seine frühe Prosa, zu der auch Phantastisches zählte, zeigt noch nicht das ausgeprägte soziale Engagement wie der seinen Ruhm begründende Roman Looking Backward 2000-1887. 1888 erschien das Werk und wurde in den USA breit rezipiert und zu einem der ersten internationalen Bestseller. Nach der Veröffentlichung des Werkes wurden in den USA über 150 amerikanische Bellamy-Clubs gegründet, die das Ziel verfolgten, die in Looking Backward geschilderte Gesellschaft zu verwirklichen. Eine Vielzahl utopischer Schriften führte die zentralen Ideen des Werkes um die Wende zum 20. Jahrhundert fort.
Der Erfolg dieses Romans ist vermutlich der praktischen Behandlung der ökonomischen Probleme Amerikas des ausgehenden 19. Jahrhunderts zuzuschreiben. Natürlich verfehlte die eingeflochtene Romanze, in der die Zukunftsbeschreibung eingebettet ist, nicht den Zeitgeschmack. Das Werk führte zu heftigen und kontroversen Diskussionen. Hunderte Bellamy-Gesellschaften wurden gegründet. Jedoch verblasste sein Ruhm genau so schnell, wie er begründet wurde. Seine 1897 veröffentlichte Fortsetzung Equality fand kaum noch Widerhall oder gar Befürworter. Kurz nach Erscheinen des Buches verstarb Bellamy an Tuberkulose.
Edward Bellamy zählt zu den Pionieren des utopisch-amerikanischen Romans und gilt als literarischer Hauptvertreter des amerikanischen Reformsozialismus. Sein Wohnhaus ist seit 1971 unter der Bezeichnung „Edward Bellamy House“ als National Historic Landmark im National Register of Historic Places eingetragen.

## Bibliografie
Julian West
- 1 Looking Backward, 2000–1887 (1888; auch: Looking Backward, 1968; auch: Looking Backwards, from 2000 to 1887, 2014; auch: Looking Backward: From 2000 To 1887, 2000; auch: Looking Backward (2000-1887) or, Life in the Year 2000, A.D., 1896; auch: Looking Backward: If Socialism Comes, 2000-1887, 1925; auch: Looking Backward From 2000 to 1887, 2001; auch: Looking Backward: 2000-1887, 2018)
Deutsche Ausgaben:
  - Im Jahre 2000 : ein Rückblick auf das Jahr 1887. Übersetzt von Richard George. Hendel, Halle an der Saale 1890.
  - Ein Rückblick aus dem Jahre 2000 auf das Jahr 1887. Übersetzt von Alexander Fleischmann. Wigand, Leipzig 1891.
  - Ein Rückblick aus dem Jahr 2000. Übersetzt von Clara Zetkin. Dietz, 1914.
  - Rückblick von dem Jahre 2000 auf das Jahr 1887. G. Müller (Utopia #1), München 1919, DNB 578844842.
  - Ein Rückblick aus dem Jahre 2000 auf 1887 : Übersetzt nach dem 301. Tsd. der amerikanischen Original-Ausgabe. Hrsg. von Georg von Gizycki. Reclams Universalbibliothek #2660/2662, Leipzig 1937, DNB 578844850.
  - Die wunderbaren Erlebnisse des Herrn Julian West im Jahre 2000. Mensch und Arbeit, 1947.
  - Ein Rückblick aus dem Jahr 2000. Fischer Taschenbuch (Fischer Orbit #30), 1973, ISBN 3-436-01780-9.
  - Rückblick aus dem Jahre 2000. Hrsg. und mit einer Einleitung versehen von Wolfgang Both. Golkonda (Allgemeine Reihe #110), 2013, ISBN 978-3-944720-10-4.
- 2 Equality (1897)
  - Deutsch: Gleichheit. Übersetzt von M. Jacobi. Deutsche Verlags-Anstalt, 1898.

Romane
- Dr. Heidenhoff’s Process (1880)
- Miss Ludington’s Sister: A Romance of Immortality (1884)
- The Blindman’s World (Kurzroman in: The Atlantic Monthly, November 1886)
  - Deutsch: Die Welt der Blinden. In: Olaf R. Spittel und Erik Simon (Hrsg.): Der Traumfabrikant: Geschichten von erstaunlichen Erfindungen und phantastischen Abenteuern. Das Neue Berlin (Klassische Science-fiction-Geschichten), 1985.
- With the Eyes Shut (Kurzroman in: Harper’s New Monthly Magazine, October 1889)
- The Duke of Stockbridge (2000)

Sammlungen
- The Blindman’s World and Other Stories (1898)
- Apparitions of Things to Come: Tales of Mystery & Imagination (1990)
- The Edward Bellamy Megapack (2013)
- Collected Works of Edward Bellamy, Volume I (2013, Sammelausgabe)

Kurzgeschichten
1875:
- The Cold Snap (in: Scribner’s Monthly, September 1875)

1877:
- A Summer Evening’s Dream (in: Lippincott’s Monthly Magazine, July 1877)
- Hooking Water-Melons (in: Scribner’s Monthly, September 1877)
- Lost (in: Scribner’s Monthly, December 1877)

1878:
- Two Days’ of Solitary Imprisonment (in: Appletons’ Journal, March 1878)
- Deserted (in: Lippincott’s Monthly Magazine, November 1878)

1879:
- Pott’s Painless Cure (in: Scribner’s Monthly, February 1879)

1886:
- A Blindman’s World (1886)
  - Deutsch: Die Welt der Blinden. In: Erik Simon und Olaf R. Spittel (Hrsg.): Der Traumfabrikant. Das Neue Berlin, 1985.

1887:
- At Pinney’s Ranch (in: The Atlantic Monthly, December 1887)

1888:
- A Love Story Reversed (in: Century Magazine, May 1888)

1889:
- An Echo of Antietam (in: Century Magazine, July 1889)
- A Positive Romance (in: Century Magazine, August 1889)
- To Whom This May Come (in: Harper’s New Monthly Magazine, February 1889)
  - Deutsch: Wen immer dies erreicht. In: Isaac Asimov (Hrsg.): SF-Erzählungen des 19. Jahrhunderts. Heyne SF & F #4022, 1983, ISBN 3-453-31023-3. Auch als: Wer immer dies erhält. In: Erik Simon und Olaf R. Spittel (Hrsg.): Duell im 25. Jahrhundert: Geschichten von glücklichen Welten und kommenden Zeiten. Das Neue Berlin (Klassische Science-fiction-Geschichten), 1987, ISBN 3-360-00083-8.
- Christmas in the Year 2000 (in: Ladies’ Home Journal, January 1895)

1898:
- The Old Folks’ Party (1898, in: Edward Bellamy: The Blindman’s World and Other Stories)

1959:
- Machines Do Our Work (Auszug aus Looking Backward, 1959, in: Isabel S. Gordon und Sophie Sorkin (Hrsg.): The Armchair Science Reader)

1990:
- Almost a Suicide (1990, in: Edward Bellamy: Apparitions of Things to Come: Tales of Mystery & Imagination)
- A Midnight Drama (1990, in: Edward Bellamy: Apparitions of Things to Come: Tales of Mystery & Imagination)
- Plots for Stories (1990, in: Edward Bellamy: Apparitions of Things to Come: Tales of Mystery & Imagination)
- A Tale of the South Pacific (1990, in: Edward Bellamy: Apparitions of Things to Come: Tales of Mystery & Imagination)

Sachliteratur
- Selected Writings on Religion and Society (1955)
- Talks on Nationalism

Essays
- Woman in the Year 2000 (in: Ladies’ Home Journal, February 1891)